# HD58292
HD58292 — хімічно пекулярна зоря спектрального класу A0, що має видиму зоряну величину в смузі V приблизно  7,9.
Вона  розташована на відстані близько 991,4 світлових років від Сонця.

## Пекулярний хімічний склад
Зоряна атмосфера HD58292 має підвищений вміст 
Si
.